# Tribalus opimus
Tribalus opimus är en skalbaggsart som beskrevs av Lewis 1892. Tribalus opimus ingår i släktet Tribalus och familjen stumpbaggar. Inga underarter finns listade i Catalogue of Life.